# Anapis chiriboga
Anapis chiriboga är en spindelart som beskrevs av Norman I. Platnick och Mohammad U. Shadab 1978. Anapis chiriboga ingår i släktet Anapis och familjen Anapidae.
Artens utbredningsområde är Ecuador. Inga underarter finns listade i Catalogue of Life.